# Mesoleius hirtus
Mesoleius hirtus là một loài tò vò trong họ Ichneumonidae.